# Dora Madison Burge
Dora Madison Burge auch bekannt als Dora Madison oder Madison Burge (* 17. Oktober 1990 in Hutto, Texas) ist eine US-amerikanische Schauspielerin. Ihre bekannteste Rolle ist Becky Sproles in der NBC/DirecTV-Fernsehserie Friday Night Lights.

## Leben und Karriere
Dora Madison Burge wurde in Hutto, Texas als jüngstes von sechs Kindern geboren. Sie besuchte die Round Rock Christian Academy in Round Rock und erhielt die Zulassung zur University of North Texas, verschob ihr Studium aber zu Gunsten ihrer Schauspieltätigkeit. Burge ist eine aufstrebende Sängerin, Lyrikerin und Banjospielerin.
Nach Auftritten in einer Reihe von Kurzfilmen, wurde Burge 2009 für die Rolle Becky Sproles in der NBC/DirecTV-Fernsehserie Friday Night Lights verpflichtet. Ihr Charakter wird von Angela Wiederhut synchronisiert.

Burge spielte 2011 in dem christlichen Sportfilm Sieben Tage in Utopia (Originaltitel: Seven Days in Utopia) – Regie: Matt Russell in einer Nebenrolle. Sie erschien im gleichen Jahr als Lexi Samuels in drei Episoden der ABC-Family-Serie The Lying Game, die Synchronisation des Charakters  übernahm Lydia Morgenstern.
Ebenfalls im Jahr 2011 trat Dora Madison Burge als Tommi in der Horrorkomödie Humans vs Zombies auf. Der Film basiert auf dem Live-Action Rollenspiel. Im Familienfilm Cowgirls and Angels - Ein himmlisches Pferdeabenteuer aus dem Jahr 2012 stellte sie Kansas dar, und absolvierte einige Reiter-Stunts selbst. Mit My Dog the Champion drehte Burge 2013 erneut einen Familienfilm.
Die Indie-Rock-Band My Jerusalem aus New Orleans drehte 2013 ihren Videoclip Mono mit Dora Madison. Im gleichen Jahr wurde Burge als Niki, Vince Masukas Tochter, für die finale Staffel der Showtime-Kriminalserie Dexter verpflichtet.
Im Jahr 2014 verkörperte Dora Madison Burge den Seriencharakter Zoe in sieben Folgen der kurzlebigen CW-Science-Fiction-Fernsehserie Star-Crossed. Im gleichen Jahr erschien Dora im Sasquatch-Horrorfilm Exists: Die Bigfoot-Legende lebt unter der Regie von Eduardo Sánchez.
Von 2015 bis 2016 spielte Dora Madison die Rettungssanitäterin Jessica „Chili“ Chilton in der NBC-Fernsehserie Chicago Fire, wo sie in der Folge Kühler Empfang Peter Mills (Charlie Barnett) als Mitglied des Rettungsteams der Wache 51 ersetzt. Ihr Charakter wurde in der vierten Staffel zu einer Hauptrolle ausgebaut, synchronisiert wurde sie von Rubina Kuraoka.
Bereits im Jahr 2014 spielt Burge im Serienuniversum von Law & Order eine Rolle: In der Folge 1 der zweiten Staffel von Chicago P.D. Bedrängnis (Original: Call It Macaroni) tritt sie als Alissa Martin auf. 2016 verließ sie Chicago Fire während der vierten Staffel wieder.

## Filmografie (Auswahl)

### Filme
- 2005: Dear Viddy (Kurzfilm)
- 2006: Jumping Off Bridges
- 2007: The Substitute (Kurzfilm)
- 2007: Trick or Treat (Kurzfilm)
- 2009: Wasting Away – Zombies sind auch nur Menschen (Wasting Away)
- 2009: One More Chance (Kurzfilm)
- 2011: The Man Who Never Cried (Kurzfilm)
- 2011: Sieben Tage in Utopia (Seven Days in Utopia)
- 2011: Humans vs Zombies (Humans vs. Zombies)
- 2012: Cowgirls and Angels – Ein himmlisches Pferdeabenteuer (Cowgirls ’n Angels)
- 2013: Formosa TX (Kurzfilm)
- 2013: My Dog the Champion
- 2014: Exists: Die Bigfoot-Legende lebt (Exist)
- 2014: Lily and Lucille’s Hip Creature (Kurzfilm)
- 2014: The Loft
- 2015: Erased (Kurzfilm)
- 2015: Divine Acces
- 2015: Chee and T
- 2015: Night of the Babysitter
- 2016: Everybody Wants Some!!
- 2019: Bliss
- 2020: VFW – Veterans of Foreign Wars
- 2020: Lapsis
- 2021: Alone with You
- 2022: Christmas Bloody Christmas
- 2023: Big Boys

### Serien
- 2009–2011: Friday Night Lights
- 2011: The Lying Game
- 2012: Southland
- 2013: Dexter
- 2013: Ironside
- 2014: Star-Crossed
- 2014: Chicago P.D.
- 2014: Navy CIS: New Orleans (NCIS: New Orleans)
- 2015–2016: Chicago Med
- 2015–2016: Chicago Fire